# World Football Elo Ratings
| Migliori 25 nazionali al 31 dicembre 2024       |                   |             |               |               |
| Posizione                                       | Variazione 1 anno | Squadra     | Punteggio Elo | Ranking FIFA* |
| 1                                               | 2                 | Spagna      | 2178          | 3             |
| 2                                               | 1                 | Argentina   | 2107          | 1             |
| 3                                               | 1                 | Francia     | 2056          | 2             |
| 4                                               | 1                 | Inghilterra | 2007          | 4             |
| 5                                               | 1                 | Brasile     | 1997          | 5             |
| 6                                               | 2                 | Portogallo  | 1993          | 6             |
| 7                                               | 2                 | Colombia    | 1979          | 12            |
| 8                                               | 6                 | Germania    | 1972          | 10            |
| 9                                               | 2                 | Uruguay     | 1949          | 11            |
| 10                                              | Stabile           | Paesi Bassi | 1939          | 7             |
| 11                                              | 1                 | Italia      | 1930          | 9             |
| 12                                              | 3                 | Ecuador     | 1910          | 24            |
| 13                                              | Stabile           | Giappone    | 1888          | 15            |
| 14                                              | 3                 | Croazia     | 1887          | 13            |
| 15                                              | 3                 | Austria     | 1871          | 22            |
| 16                                              | 5                 | Danimarca   | 1851          | 21            |
| 17                                              | 9                 | Belgio      | 1837          | 8             |
| 18                                              | 2                 | Iran        | 1845          | 18            |
| 19                                              | 7                 | Svizzera    | 1814          | 20            |
| 20                                              | 18                | Grecia      | 1813          | 39            |
| 21                                              | 1                 | Serbia      | 1810          | 32            |
| 22                                              | 12                | Norvegia    | 1805          | 43            |
| 23                                              | 6                 | Marocco     | 1803          | 14            |
| 24                                              | 8                 | Ucraina     | 1802          | 25            |
| 25                                              | 7                 | Russia      | 1788          | 34            |
| *Classifica FIFA aggiornata al 18 dicembre 2024 |                   |             |               |               |
| Classifica completa su eloratings.net           |                   |             |               |               |

| AFC      | CAF | CONCACAF |
| CONMEBOL | OFC | UEFA     |

Il World Football Elo Ratings è un sistema di classificazione delle nazionali di calcio maschili pubblicato dal sito web eloratings.net ed alternativo alla Classifica mondiale della FIFA.
Tale classificazione è basata sul sistema Elo, usato per gli scacchi e il go, seppur includendo alcune modifiche adattative per tenere conto di determinate variabili specifiche del calcio, come l'importanza di una partita, il vantaggio del fattore campo e la differenza reti nel risultato della partita.

## Storia
Il World Football Elo Ratings fu varato per la prima volta nel 1997 ad opera di Bob Runyan, il quale adattò il sistema Elo alle partite di calcio internazionale tra nazionali maschili e pubblicò i risultati su Internet.
La classificazione viene stilata tenendo conto di tutte le partite internazionali ufficiali tra nazionali maschili di calcio per le quali sono disponibili i risultati e considera come valutazioni affidabili solo quelle relative a squadre nazionali che abbiano disputato almeno 30 partite, mentre quelle relative a squadre nazionali con meno di 30 partite sono considerate provvisorie.

## Confronto con altri sistemi
Il World Football Elo Ratings ha fin da subito adottato il sistema Elo, a differenza della classifica mondiale della FIFA, che ha introdotto il suo attuale metodo di calcolo basato su Elo solo a partire dal mese di giugno del 2018 (sebbene per la classifica mondiale femminile della FIFA fosse stata adoperata una versione modificata del sistema Elo sin dalla prima pubblicazione nel luglio 2003). Ciononostante, il metodo di calcolo Elo usato dalla FIFA per le nazionali maschili si discosta in maniera netta da quello del World Football Elo Ratings, poiché in quello FIFA le differenze reti non vengono considerate e le partite terminate ai tiri di rigore sono valutate o come una vittoria o come una sconfitta anziché come un pareggio; in ogni caso nessuno dei due metodi distingue una vittoria nei tempi supplementari da una vittoria nei tempi regolamentari.
Uno studio comparativo tra 8 metodi di calcolo predittivi per le partite di calcio pubblicato nel 2013 dimostrò che l'implementazione del sistema Elo nel World Football Elo Ratings e nella classifica mondiale femminile della FIFA presentava una maggior capacità predittiva dei risultati, mentre il metodo di calcolo adottato all'epoca nella classifica mondiale maschile della FIFA (in vigore tra il 2006 e il 2018) risultava tra quelli meno affidabili.

## Metodo di calcolo
Il punteggio di ogni squadra viene aggiornato dopo ogni partita. I punteggi indicano la forza attuale delle squadre, e vengono utilizzati per stimare la loro forza reale e, quindi, il risultato atteso della partita. Il punteggio atteso della squadra è dato dalla probabilità di vincere, più metà della probabilità di pareggiare. Quindi un punteggio atteso di 0.75 può rappresentare un 75% di possibilità di vittoria, 25% di sconfitta e 0% di pareggio o, all'altro estremo, 50% di vittoria, 0% di sconfitta e 50% di pareggio. Si può limitarsi a calcolare una sola probabilità, quella di vittoria, ponendosi sempre nel primo caso e considerando il pareggio come mezza vittoria e mezza sconfitta.
Il risultato atteso, identificato con We, viene calcolato per le due squadre in campo come segue:
{\displaystyle W_{e}(A)={\frac {1}{10^{-(R(A)-R(B)\pm 100)/400}+1}}}
{\displaystyle W_{e}(B)=1-W_{e}(A)}
dove R(A) e R(B) sono i punteggi (prima della partita) rispettivamente della squadra con punteggio più alto e più basso. 100 viene aggiunto se la squadra A gioca in casa, sottratto se gioca in trasferta. Si può notare che la somma dei due risultati attesi è sempre 1.
Come detto, il risultato della partita, W(A) e W(B), viene posto pari a 1 in caso di vittoria, 0,5 in caso di pareggio, 0 in caso di sconfitta; ovviamente anche W(A) + W(B) = 1. Quando i risultati di una squadra eccedono il punteggio atteso, questo è un indizio del fatto che il punteggio della squadra è troppo basso e deve essere aggiustato verso l'alto. Se invece i risultati restano sotto il punteggio atteso, il punteggio della squadra viene aggiustato verso il basso. L'aggiustamento è lineare, proporzionale a quanto la squadra sia stato sopra o sotto il punteggio atteso. Il massimo aggiustamento possibile per una partita dipende dal torneo in cui essa è giocata (coefficiente 'K'), e dalla differenza reti (coefficiente 'G'). I due coefficienti vengono moltiplicati tra loro.
I valori che K può assumere sono:
- 60 per i campionati mondiali;
- 50 per i campionati continentali e gli altri tornei intercontinentali;
- 40 per le gare di qualificazione ai campionati mondiali o continentali, e ai principali tornei;
- 30 per tutti gli altri tornei;
- 20 per le amichevoli.

Il modificatore G è calcolato come segue a partire dalla differenza reti (in valore assoluto, ossia positiva sia per il vincitore che per lo sconfitto) della partita:
- se la differenza reti è 0 o 1, {\displaystyle G=1};
- se la differenza reti è 2, {\displaystyle G=3/2};
- se la differenza reti d è uguale o maggiore di 3, {\displaystyle G=(11+d)/8}.

Unendo tutte queste componenti, si ottiene la formula utilizzata per aggiornare il punteggio:
{\displaystyle R(A)=R_{o}(A)+KG(W(A)-W_{e}(A))}
{\displaystyle R(B)=R_{o}(B)+KG(W(B)-W_{e}(B))}
dove:
- Ro(A) e Ro(B) sono i vecchi punteggi delle squadre, rispettivamente di quella che aveva il punteggio più alto e di quella che aveva il punteggio più basso prima della partita in considerazione;
- R(A) e R(B) sono i nuovi punteggi delle squadre;
- K, G, W, Wee sono calcolati come esposto in precedenza.

### Esempio
Prendendo ad esempio Sud Corea-Germania 2-0, valevole per il gruppo F del Campionato mondiale di calcio 2018
| Arbitro: | Geiger |

|                     |           |  |
| Kim 90+3’ Son 90+6’ | Marcatori |  |

{\displaystyle R(KOR)}={\displaystyle 1677}
{\displaystyle R(DEU)}={\displaystyle 2044}
{\displaystyle W_{e}(DEU)={\frac {1}{10^{-(367-100)/400}+1}}=0,823}
{\displaystyle W_{e}(KOR)=1-W_{e}(DEU)=0.177}
{\displaystyle K}={\displaystyle 60}
{\displaystyle G}={\displaystyle 3/2}
{\displaystyle W(KOR)}={\displaystyle 1}
{\displaystyle W(DEU)}={\displaystyle 0}
{\displaystyle R(KOR)}={\displaystyle 1677+60*3/2(1-0.177)=1677+74=1751} è il nuovo punteggio della Corea del Sud
{\displaystyle R(DEU)}={\displaystyle 2044+60*3/2(0-0.823)=2044-74=1970} è il nuovo punteggio della Germania
L'insieme di fattori compresi nella formula, tra cui il fattore casa/fuori casa e il numero di gol, rendono il metodo di calcolo del World Football Elo Ratings sostanzialmente diverso dalla formula usata dalla FIFA, soprattutto se confrontato con le precedenti formule adottate dalla FIFA tra il 1993 e il 2006 e tra il 2006 e il 2018. Infatti il World Football Elo Ratings tiene conto non solo del tipo di partita e del risultato, ma anche delle reali possibilità di vittoria di una squadra contro un'altra: se una squadra debole pareggia in trasferta con una forte guadagnerà molti punti, se una squadra forte vince con una molto debole ne guadagnerà pochi, e così via. La Lituania, per esempio, ha guadagnato 19 punti (e sei posizioni) grazie al pareggio 1-1 con l'Italia in trasferta del 2 settembre 2006; quando invece perse 4-0 il 28 marzo 2001, il suo punteggio diminuì di una sola unità.